# Хайме Лукас Ортега-і-Аламіно
Ха́йме Лу́кас Орте́ґа-і-Аламі́но (ісп. Jaime Lucas Ortega y Alamino; нар. 18 жовтня 1936, Хаґуей-Ґранде, Куба — пом. 26 липня 2019) — кубинський кардинал, архієпископ і митрополит Гавани з 1981 року.

## Життєпис
Народився в Хаґуей-Ґранде в сім'ї продавця Арсеніо Ортеґа і домогосподарки Адели Аламіно. Коли йому було п'ять років, сім'я переїхала в місто Матансас.
Навчався у семінарії Альберта Великого в Матансасі і в семінарії для місіонерів в Квебеку, Канада. Крім того, вивчав музику (фортепіано) в Матансасі.
2 серпня 1964 року в кафедральному соборі святого Карла Борромея в Матансасі прийняв священиче рукоположення з рук місцевого єпископа Хосе Домінґес-і-Родріґес. У 1964–1966 роках працював помічником пароха в Карденас. У 1966–1967 роках, упродовж восьми місяців, був ув'язнений у виправно-трудовому таборі. У 1967–1969 роках був парохом у рідному місці, а згодом — парохом кафедрального собору в Матансасі. Займався в основному душпастирством молоді і викладанням катехизму, викладав також у семінарії в Гавані.
4 грудня 1978 року Папа Римський Іван-Павло II призначив його єпископом Пінар-дель-Ріо. Єпископська хіротонія відбулася 14 січня 1979 року в кафедральному соборі Матансаса (головним святителем був архієпископ Маріо Тальяферрі, Апостольський пронунцій на Кубі, а співсвятителями — архієпископ Гавани Франсіско Овес-Фернандес і єпископ Матансаса Хосе Домінґес-і-Родріґес). Урочисте введення на престол відбулося 21 січня того ж року. 21 листопада 1981 року призначений архієпископом архідієцезії Сан-Крістобаль-де-ла-Гавана. У 1988–1998 та в 2001–2004 роках був головою Конференції католицьких єпископів Куби.
На консисторії, що відбулася 26 листопада 1994 року Іван Павло II надав архієпископові Ортезі-і-Аламіно сан кардинала-пресвітера з титулом римської церкви святих Акіли і Прісцилли.
Кардинал Ортеґа-і-Аламіно брав участь у конклаві 2005 року, який обрав Папу Римського Бенедикта XVI.
У липні 2010 кардинал Ортеґа-і-Аламіно був посередником у переговорах з урядом Куби в справі звільнення 52 ув'язнених політиків.

## Нагороди
У січні 2012 року уряд Іспанії відзначив кардинала Ортеґу-і-Аламіно за його заслуги перед кубинським народом орденом Ізабелли Католички.
Багато університетів нагородили кардинала Ортеґу-і-Аламіно званням доктора honoris causa (зокрема університети Сан-Франциско, Бостона і Нью-Йорка).

## Членство в дикастеріях Римської курії
Кардинал Ортеґа-і-Аламіно є членом таких дикастерій:
- Конгрегація в справах духовенства
- Папська рада в справах душпастирства працівників охорони здоров'я
- Папська комісія в справах Латинської Америки